# 小野上温泉
小野上温泉（おのがみおんせん）は、群馬県渋川市（旧北群馬郡小野上村）にある温泉である。

## 概要
当初は油分が浮き油臭がきつかったが現在は無色透明無臭。ぬめりがある。
美人湯と呼ばれ荒れた肌を整えるのに良いとされる。

## 歴史
1975年（昭和50年）ごろ、地主がボーリング調査を行ったところ湧出した。その後小野上村に譲渡され、1981年（昭和56年）に日帰り温泉「小野上温泉センター（現：小野上温泉 ハタの湯）」が開設された。
1992年（平成4年）には、吾妻線に「小野上温泉駅」が設置され、利便性が向上した。